# Пьове-ди-Сакко
Пьове-ди-Сакко (итал. Piove di Sacco) — коммуна в Италии, располагается в провинции Падуя области Венеция.
Население составляет 18 024 человека, плотность населения составляет 500 чел./км². Занимает площадь 35 км². Почтовый индекс — 35028. Телефонный код — 049.
Покровителем населённого пункта считается святитель Мартин Турский. Праздник ежегодно празднуется 11 ноября.

## Люди, связанные с городом
- Диего Валери (1887—1976), поэт и переводчик — родился в Пьове-ди-Сакко.
- Марко Николини (род. 1970), политический деятель Сан-Марино, капитан-регент Сан-Марино в 2021 году — родился в Пьове-ди-Сакко.